# Stigmaulax
Stigmaulax is een geslacht van weekdieren uit de klasse van de Gastropoda (slakken).

## Soorten
- Stigmaulax cancellatus (Hermann, 1781)
- Stigmaulax cayennensis (Récluz, 1850)
- Stigmaulax elenae (Récluz, 1844)
- Stigmaulax sulcatus (Born, 1778)